# Mustafa Cimşit

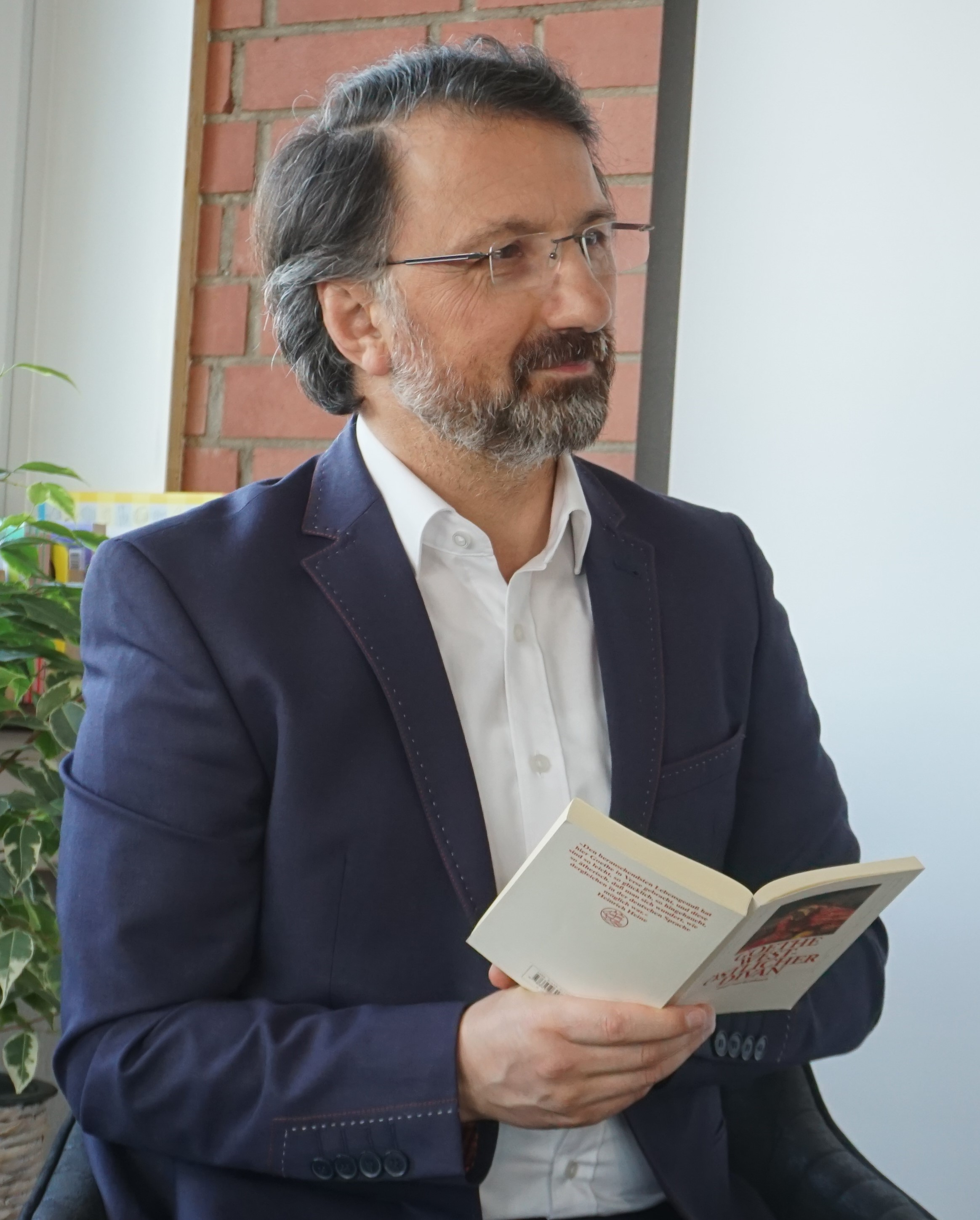
Mustafa Cimşit (2021)

Mustafa Cimşit (* 5. August 1972 in Kars, Türkei) ist ein deutscher Religionswissenschaftler, Pädagoge, Seelsorger und Imam. Er war Gründungsvorsitzender der „Schura Rheinland-Pfalz Landesverband der Muslime“ und er ist Mitbegründer und Geschäftsführer des Maimonides jüdisch-muslimischen Bildungswerkes.

## Karriere
Mustafa Cimşit studierte von 2005 bis 2010 Islamische Religionswissenschaft, Jüdisch-Christliche Religionswissenschaft und Pädagogik an der Johann Wolfgang Goethe-Universität Frankfurt am Main. Von 2008 bis 2010 konzipierte er in Zusammenarbeit mit der Evangelischen Akademie der Pfalz die Ausbildung Islamische Krankenhausseelsorge und Notfallseelsorge, die mittlerweile am Mannheimer Institut für Integration und interreligiöse Arbeit e. V. als Regelangebot etabliert ist. Im Auftrag des Hessischen Ministeriums der Justiz war er im Anschluss von 2012 bis 2018 als bundesweit erster Imam in Vollzeit als Gefängnisseelsorger in den Justizvollzugsanstalten Limburg, Wiesbaden, Frankfurt am Main I und IV tätig. Von 2009 bis 2014 war er stellvertretender Vorsitzender der Arbeitsgemeinschaft der Beiräte für Migration und Integration Rheinland-Pfalz (AGARP). In den Jahren 2013 bis 2016 war Mustafa Cimşit gewählter Gründungsvorsitzender der „Schura Rheinland-Pfalz Landesverband der Muslime“. In seiner Amtszeit arbeitete die Schura Rheinland-Pfalz eng mit der Landesregierung, christlichen Kirchen und jüdischen Gemeinden zusammen. Im gleichen Zeitraum konzipierte und führte er gemeinsam mit Misbah Arshad das Jugendbildungsprogramm „Kompass – Muslimische Jugendbildung“ in Mainz und Wiesbaden unter dem Motto „Empowerment und Prävention durch Bildung!“ durch. Das Jugendbildungsprogramm wurde im dritten Jahr von der Landesregierung gefördert. Es erhielt zwei Preise: 2014 im Rahmen des Wettbewerbs „Schämst du dich (nicht)?“ für „Kompass – Muslimische Jugendbildung Mainz“ und 2015 im Jugend-Engagement-Wettbewerb Rheinland-Pfalz „Sich einmischen – was bewegen“ für das Projekt „Vielfalt, Toleranz und Respekt – Ein interkultureller Fotowettbewerb, Mainz“ von Ministerpräsidentin Malu Dreyer. Der interreligiöse Fotowettbewerb war ein gemeinsames Projekt der Evangelischen Jugendvertretung, dem Pfarramt für Ökumene und interreligiösen Dialog und „Kompass – Muslimische Jugendbildung“.
Sowohl seine Arbeit als Vorsitzender des Landesverbandes der Muslime in Rheinland-Pfalz als auch seine Seelsorgetätigkeit mit muslimischen Inhaftierten erregten bundesweites Interesse und wurden Thema von Berichterstattungen bei SAT.1, ARD SWR, der Bundeszentrale für politische Bildung und vielen Presseartikeln, u. a. in Tagesschau, Die Welt, Der Spiegel, Deutsche Welle und Frankfurter Allgemeine Zeitung.

## Aktuelle Tätigkeitsfelder
Gemeinsam mit Privatdozent Peter Waldmann gründete Imam Mustafa Cimşit 2019 das Maimonides jüdisch-muslimisches Bildungswerk in Ingelheim am Rhein. Mustafa Cimşit ist Projektleiter des Modellprojektes „Couragiert! Gemeinsam gegen Antisemitismus und Islamfeindlichkeit“, welches im Rahmen des Bundesprogramms Demokratie leben von 2020–2024 gefördert wird. Darüber hinaus ist er seit 2019 Lehrbeauftragter am Zentrum für Islamische Theologie der Universität Tübingen. Seit 2010 bis heute ist er Mitherausgeber der Online-Zeitschrift „Journal für Religionskultur“.

## Kompetenzfelder
Nach eigenen Angaben liegen die Kompetenzfelder von Mustafa Cimşit in folgenden Bereichen:
- Islamische Religion in Geschichte und Gegenwart
- Prävention religiöser Radikalisierung
- Islamische Seelsorge
- Religionspädagogik
- Vorurteilsbewusste Bildung und Erziehung
- Interkulturelle und interreligiöse Pädagogik
- Kultursensible Sexualpädagogik
- Antimuslimischer Rassismus